# No Reason 〜オトコゴコロ〜
『No Reason 〜オトコゴコロ〜』（ノー・リーズン オトコゴコロ）は、髙橋真梨子のカバー・アルバム。2009年5月20日発売。発売元はインビテーション／ビクターエンタテインメント。

## 解説
- 邦楽男性歌手の楽曲のカバーを収録したアルバム。
- 2009年期間限定盤にはDVDが付いている。
- 60歳2ヶ月でのオリコンアルバムウィークチャート10位以内の快挙は、当時の女性ソロ最年長記録であった（自作のアルバムで自己記録更新）。

## 収録曲
1. ワインレッドの心
安全地帯のカバー
2. 見上げてごらん夜の星を
伊藤素道とリリオ・リズム・エアーズ のカバー
3. ロビンソン
スピッツのカバー
4. Everlasting Love
Skoop On Somebodyのカバー
5. あいつ
旗照夫のカバー
6. 勝手にしやがれ
沢田研二のカバー
7. サヨナラCOLOR
SUPER BUTTER DOGのカバー
8. 君といつまでも
加山雄三のカバー
9. 桜
コブクロのカバー
10. 恋心 L'AMOUR C'EST POUR RIEN
菅原洋一のカバー
11. 結詞
井上陽水のカバー
12. ボーナストラック:星の流れに
Live Version from MARIKO TAKAHASHI CONCERT Vol.32 Swing Heart @東京国際フォーラム
菊池章子のカバー